# Зюзин, Дмитрий Васильевич
Дмитрий Васильевич Зюзин (1 ноября 1921, Майкоп, Кубано-Черноморская область — 12 июля 1976, Жуковский, Московская область) — советский лётчик-ас истребительной авиации ВМФ СССР во время Великой Отечественной войны, Герой Советского Союза (16.05.1944). Полковник (9.01.1957).

## Биография

### Ранние годы
Родился 1 ноября 1921 года в городе Майкоп, входившем тогда в состав Кубано-Черноморской области РСФСР (ныне столица Республики Адыгея) в семье русского рабочего. Окончил 9 классов Образцовой фабрично-заводской школы города Майкоп и Майкопский городской аэроклуб в 1938 году.
С 22 ноября 1938 года служил в рядах Военно-Морского Флота СССР. В декабре 1940 года окончил Военно-морское авиационное училище имени И. В. Сталина в городе Ейске. С января 1941 года служил в 8-м истребительном авиационном полку ВВС Черноморского флота (аэродром Евпатория).

### Участие в Великой Отечественной и Советско-японской войнах
С июня 1941 года лейтенант Зюзин участвовал в боях Великой Отечественной войны. Встретил войну в составе того же полка, но первые сражения оказались не очень удачными: летать приходилось большей частью на штурмовку наступавших наземных войск врага, немецких самолётов ему сбить не удалось, а сам он был в бою 17 октября 1941 года сбит немецкими истребителями, выполнил вынужденную посадку, получив ранения в голову. Вернулся в строй в январе 1942 года, но уже в составе 32-го истребительного авиационного полка ВВС Черноморского флота. В этом полку прошёл весь свой дальнейший боевой путь и стал гвардейцем, когда приказом наркома ВМФ СССР в мае 1943 года полку было присвоено за боевые отличия гвардейское звание и он получил новое наименование 11-й гвардейский истребительный авиационный полк ВВС ВМФ. Придя в полк рядовым пилотом, в июле 1942 года стал командиром звена, а в ноябре 1942 года — заместителем командира эскадрильи Бориса Литвинчука (10 личных и 6 групповых побед). Летал на истребителях И-16, ЛаГГ-3, Як-1 и «Аэрокобре».
21 апреля 1942 года, отражая налёт немецкой авиации на город и порт Новороссийск, Дмитрий Зюзин одержал свою первую победу, сбив бомбардировщик Ю-88. А когда началась битва за Кавказ, фронт приблизился к портам кавказского побережья и воздушные бои стали практически ежедневными, боевой счёт Дмитрия Зюзина стал быстро расти: 7 и 13 августа он сбивает по одному бомбардировщику Хе-111 (причем выбросившийся с парашютами экипаж второго бомбардировщика был на земле захвачен в плен в полном составе), а в бою 10 августа сбивает сразу два Хе-111. Эти бои происходили у Туапсе, Горячего Ключа и Геленджика. 28 августа 1942 года лейтенант Д. В. Зюзин был представлен к званию Героя Советского Союза (тогда имел сбитыми лично 5 и в группе 1 самолётов противника), но вместо звезды Героя был награждён орденом Отечественной войны 1-й степени. В 1943 году вступил в ВКП(б).
В составе группы прикрытия транспортных самолётов участвовал в выброске Майкопского десанта 24 октября 1942 года.
Заместитель командира эскадрильи 11-го гвардейского истребительного авиационного полка ВВС ВМФ 1-й минно-торпедной авиационной дивизии ВВС Черноморского флота гвардии старший лейтенант Дмитрий Васильевич Зюзин к апрелю 1944 года осуществил 535 боевых вылетов на штурмовку войск врага, сопровождение бомбардировщиков и штурмовиков, воздушную разведку. В 51 воздушном бою сбил 10 самолётов противника лично и 9 в группе. По иронии судьбы, если полтора года назад командир полка представил его к званию Героя, но вышестоящие командиры снизили награду до ордена, на этот раз всё произошло ровно наоборот — командиром полка гвардии майором К. Д. Денисовым он был представлен к награждению орденом Красного Знамени, но командующий ВВС Черноморского флота генерал-лейтенант авиации В. В. Ермаченков повысил награду до звания Героя.
Указом Президиума Верховного Совета СССР от 16 мая 1944 года «образцовое выполнение боевых заданий командования на фронте борьбы с немецкими захватчиками и освобождение Крымского полуострова и гор. Севастополя и проявленные при этом отвагу и геройство» гвардии старшему лейтенанту Зюзину Дмитрию Васильевичу присвоено звание Героя Советского Союза с вручением ордена Ленина и медали «Золотая Звезда» (№ 3805).
Всего за годы войны Д. В. Зюзин выполнил свыше 550 боевых вылетов на штурмовку войск врага, сопровождение бомбардировщиков и штурмовиков, воздушную разведку. В 56 воздушных боях сбил 10 самолётов противника лично и 8 в группе, а по данным более поздних исследований М. Ю. Быкова, сбил даже больше — 10 лично и 9 в группе (с момента представления к званию Героя количество воздушных побед не изменилось).
В январе 1945 года Д. В. Зюзин был направлен на учёбу и в июле того же года окончил Высшие офицерские курсы ВВС ВМФ в Моздоке. В июле 1945 года был направлен в распоряжение командующего ВВС Тихоокеанского флота, и в ноябре того же года назначен командиром эскадрильи 17-го истребительного авиационного полка Тихоокеанского флота. Участвовал в советско-японской войне в августе 1945 года.

### После войны
После войны Зюзин продолжил службу в Вооружённых силах СССР. В октябре 1946 года переведён командиром эскадрильи в 31-й гвардейский ИАП ВВС флота, где освоил Як-9У. В апреле 1948 года зачислен слушателем в Школу лётчиков-испытателей Министерства авиационной промышленности СССР в городе Жуковском. С мая 1950 по февраль 1954 годах — лётчик-испытатель авиазавода № 156 Лётно-исследовательского института, где проводил испытания авиадвигателя НК-12 на Ту-4ЛЛ, испытания МиГ-15 с автоматом АБМ (1952), Як-1000 (экспериментальный первый отечественный самолёт с ромбовидным крылом). С февраля 1954 по апрель 1957 года — лётчик-испытатель ОКБ А. Н. Туполева, в котором выполнил первый полёт и провёл испытания Ту-91 (2.11.1954) и Ту-110 (11.03.1957), участвовал в отработке системы дозаправки Ту-16 (1955). Всего им было освоено 36 типов самолётов, в том числе 11 реактивных. С августа 1957 года гвардии полковник Д. В. Зюзин — в запасе.
Жил в городе Жуковском Московской области. С 1957 до 1962 года работал ведущим инженером в ОКБ А. Н. Туполева. Написал две книги о работе лётчиков-испытателей (одни из самых первых подобных книг в СССР): «Испытание скоростью» и «По облачному следу». За их издание был принят в члены Союза журналистов СССР.
Скончался 12 июля 1976 года. Похоронен в Жуковском на Быковском кладбище.

## Награды
- Медаль «Золотая Звезда» Героя Советского Союза[10]
- Орден Ленина (16.05.1944)
- Три ордена Красного Знамени (13.08.1942, 6.11.1943, 12.07.1957)[11][12]
- Орден Отечественной войны I степени (29.11.1942)[13][14]
- Орден Красной Звезды (5.11.1954)[15].
- Медаль «За боевые заслуги» (20.06.1949)
- Медаль «За оборону Севастополя» (1943)
- Медаль «За оборону Кавказа» (1944)
- Медаль «За победу над Германией в Великой Отечественной войне 1941—1945 гг.»[16]
- Медаль «В ознаменование 100-летия со дня рождения Владимира Ильича Ленина»
- Юбилейная медаль «Двадцать лет Победы в Великой Отечественной войне 1941—1945 гг.»[17]
- Юбилейная медаль «Тридцать лет Победы в Великой Отечественной войне 1941—1945 гг.»
- Медаль «Ветеран Вооружённых Сил СССР»
- Медаль «30 лет Советской Армии и Флота»
- Юбилейная медаль «40 лет Вооружённых Сил СССР»
- Юбилейная медаль «50 лет Вооружённых Сил СССР»
- Медаль «За безупречную службу» I и II степеней
- Знак «25 лет победы в Великой Отечественной войне» (24.04.1970[18])
- Лётчик-испытатель 1-го класса (1954)

## Сочинения
- Зюзин Д. В. По облачному следу: повесть о летчике-испытателе Герое Советского Союза Г. К. Мосолове. — М.: Советская Россия, 1965. — 278 с. — (Люди Советской России).
- Зюзин Д. В. Испытание скоростью. — М.: Молодая гвардия, 1958. — 159 с.
- Зюзин Д. В. В небе ТУ-104. — М.: Молодая гвардия, 1957. — 62 с. — (Техника шестой пятилетки).

## Память
- Имя Героя высечено золотыми буквами в зале Славы Центрального музея Великой Отечественной войны в Парке Победы города Москвы.
- В Жуковском на захоронении Героя на Быковском кладбище установлен надгробный памятник.
- Именем Д. В. Зюзина названы сквер и улица в его родном городе Майкопе, на которой на доме № 2 установлена мемориальная доска[19].
- На здании школы, в которой он учился (Майкоп, улица Пушкина, дом 173[20]), установлена ещё одна мемориальная доска в его честь[21].